# جک بلکول
جک بلکول (انگلیسی: Jack Blackwell; ۲۹ اکتبر ۱۹۰۹ – ۲۵ اکتبر ۲۰۰۱) بازیکن فوتبال اهل بریتانیا بود.
از باشگاه‌هایی که در آن بازی کرده‌است می‌توان به باشگاه فوتبال چارلتون اتلتیک، باشگاه فوتبال ایپسویچ تاون، باشگاه فوتبال بوستون یونایتد، باشگاه فوتبال هادرزفیلد تاون، و باشگاه فوتبال پورت ویل اشاره کرد.